# 永昌通宝

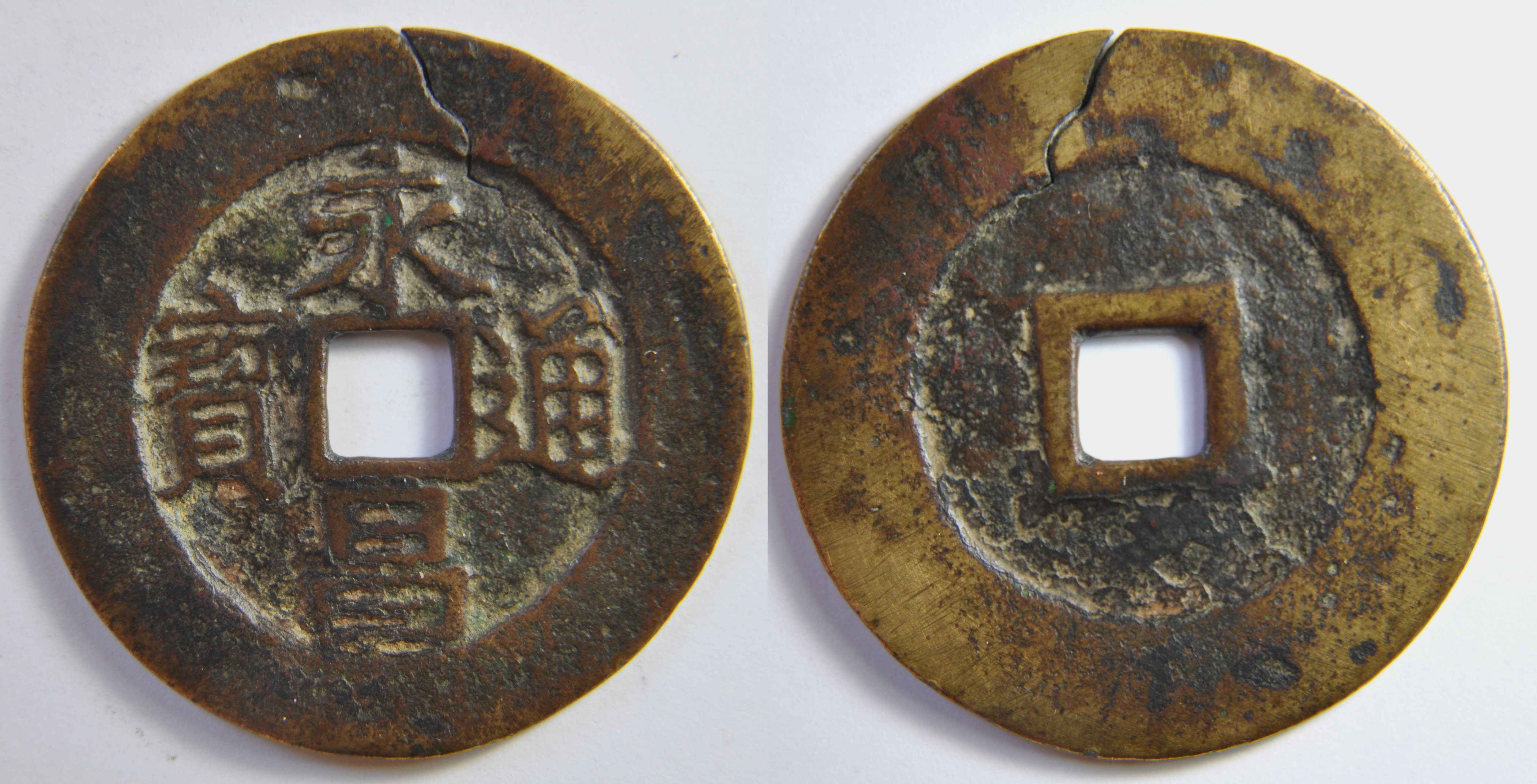
永昌通宝折五铜钱

永昌通宝，明末李自成所建大顺政权的货币。崇祯十七年（1644年）正月李自成在西安建国，国号大顺，年号永昌，并开炉铸“永昌通宝”铜钱。

## 形制
永昌通宝面文楷书直读，光背无文，有小平、折五、折十共3个种类。
永昌通宝的细辨版式很多，其中以“永”字的两种不同书法风格区别最大：试铸小平版，“永”字是点直角永，与明钱钱文书法相仿被弃用。真正大量铸行的永昌通宝的“永”字书写为二字和水字以上下结构排列，即所谓的“二水永”。

## 出土
永昌通宝的出土地点分布十分广泛，截止2003年11月，共十三个省区的三十多个县市曾出土过永昌通宝。其中，陕西、湖北、河南、山西、宁夏、甘肃东部、河北、北京、山东、四川北部、青海东部等是永昌钱的主要出土地区。而陕西西安地区、湖北襄阳地区则是永昌钱的重点出土地区。